# Kaare Grønbech
Kaare Grønbech, född 28 september 1901, död 21 januari 1957, var en dansk lingvist.
Kaare Grønbech var son till Vilhelm Grønbech. Efter studier i Köpenhamn, Turkiet och Centralasien blev han universitetslektor i centralasiatiska språk i Köpenhamn 1942 och professor i samma ämne där 1947. Grønbech ägnade sig särskilt åt studiet av de turkiska språken och utgav bland annat Der türkische Sprachbau (1936), Codex Cumanicus (1936), Komanisches Wörterbuch (1942) och Rabghuzi, Narrationes de Prophetis (1948). Från 1936 redigerade han serien Monumenta linguarum Asiae Maioris.